# Robert Townson
Robert Townson (né en 1762 à Richmond, Surrey, Angleterre et mort le 27 juin 1827 à Varroville (en), Nouvelle-Galles du Sud, Australie) est un médecin, naturaliste et voyageur d'origine écossaise.
Dans un ouvrage relatant son voyage en Hongrie, il détermine l'altitude relative entre les montagnes Lomnický štít et Kriváň. Il établit par erreur le Lomnický štít comme le point culminant de la chaîne des Hautes Tatras et de toutes les Carpates.

## Ouvrages
Ouvrage relatant son voyage en Hongrie en version originale et traduction française :
- Travels in Hungary : with a short account of Vienna in the year 1793, Londres, 1797, 506 p. (lire en ligne)
- Voyage en Hongrie, précédé d'une description de la ville de Vienne et des jardins impériaux de Schœnbrun, Paris, an vii, 333 p. (lire en ligne)

Autres publications :
- Observationes Physiologicae de Amphibiis, Gœttingue, 1794
- Philosophy of Mineralogy, 1798
- Tracts and Observations in Natural History and Physiology, 1799